# Survivor.io
Survivor!.io (также известная как Survivor.io и в некоторых странах Fire Now) — условно-бесплатная аркадная компьютерная игра в жанре экшен-roguelike с двухмерной графикой. Также её относят к гибрид-казуальным играм.
Разработкой проекта занималась игровая студия Gorilla Games, а издательством — сингапурская компания Habby. За несколько дней до глобального запуска, проведённого 10 августа 2022 года, Survivor!.io неоднократно анонсировалась. Главной целью игрока является выживание в течение определённого времени под натиском толп монстров с постепенно повышающимся уровнем и выбором и улучшением навыков, а также периодически появляющимися боссами.

## История разработки
Как отмечает интернет-ресурс Axios, в магазине приложений App Store в истории обновлений Survivor!.io первое датируется сентябрём 2020 года. Тем не менее геймдизайнерами издательской компании AppQuantum Олегом Аляутдиновым и Олегом Ломаковым было установлено, что проект, разрабатываемый в то время, не имеет ничего общего с Survivor!.io. Согласно их данным, версия для Android-пользователей была выпущена в конце июля 2022 года, в то время как 1 августа игра уже была доступна для скачивания на обе платформы. Днём позже, 2 августа 2022 года, в Twitter-аккаунте игры состоялся анонс её глобального запуска, напоминания о котором публиковались вплоть до всемирного релиза, осуществлённого 10 августа.

## Геймплей

Геймплей Survivor!.io

Пользователь управляет игровым персонажем, чьей основной задачей является избавление города от орд зомби и других монстров. Начиная прохождение уровня, которые в игре именуются главами, игрок лишь должен управлять передвижением главного героя, а за атаку ответственен автоматический огонь. Для успешного завершения уровня игрок должен выжить определённое количество времени, зависящее от главы, собирая опыт, улучшая оружие и выбирая пассивные навыки.
Кроме основного режима в Survivor!.io присутствуют ежедневные события и испытания, где можно заработать золото — основную валюту; очки эволюции, необходимые для открытия специфических постоянных усилений, появляющихся по мере повышения уровня игрока; чертежи, требуемые для улучшения снаряжения; алмазы, за которые возможно приобрести сундуки, золото, припасы и энергию, запас которой ограничен 20 единицами.

## Восприятие

### Отзывы
Интернет-сообществом было замечено сходство Survivor!.io с ролевой игрой Vampire Survivors. В ней игроку так же придётся выживать определённый период времени, длительность которого составляет уже 30 минут, для того чтобы спровоцировать появление финального босса. Помимо этого, в отличие от Survivor!.io, здесь игроку предоставляется возможность выбирать персонажа и развивать его обычные умения. Корреспондент сайта  Даниэль Болдт в своей критической заметке акцентировал внимание на крайней схожести Survivor!.io c Vampire Survivors, именуя рассматриваемый проект её клоном, чьим единственным отличием, по его мнению, является его «мультяшный» вид.
Ряд обозревателей Pocket Gamer, внося Survivor!.io в списки лучших игр для пользователей iOS и iPadOS, отметили лёгкость в освоении игры и в то же время её увлекательность. Ещё один корреспондент этого интернет-издания в своём рейтинге оффлайн-игр заявил, что некоторые представители таких проектов могут быть сложными и одновременно невероятно весёлыми, приведя в пример Survivor!.io.
Рецензент веб-сайта Multiplayer.it Томас Пульезе дал игре 7.5 баллов из 10 возможных, высоко оценив динамичность, простоту и быстроту игрового процесса; присутствие множества особенностей, таких как следующие за игроком и атакующие врагов беспилотные летательные аппараты, и усилений; наличие кампании, состоящей из 30 глав. К отрицательным сторонам Survivor!.io Томас отнёс простоту графического оформления, завязанность на внутриигровых микротранзакциях и возникающее со временем и вызывающее огромные трудности при прохождении глав чрезмерное количество врагов. Ясинь Сяочжу, критик из Sohu, тоже сделал акцент на разнообразии предоставляемого контента, объявив при этом, что это приносит неудобства для игрового процесса, хоть и способствует его преображению. Подытоживая, Ясинь заявил, что Survivor!.io необходимо попробовать любителям миниатюрных персонажей, жанра roguelike и тем, кто играл в Archero. Нил Александр Лонг, представитель развлекательного портала iMore назвал Survivor!.io «отличной штукой» несмотря на то, что она не является поражающим проектом, который в это же время похож на «flash-игру», во что читатель «в своё время мог играть на Kongregate или Newgrounds».

### Коммерческий успех
Согласно данным, полученным Олегом Аляутдиновым и Олегом Ломаковым, к концу августа 2022 года Survivor!.io имела более чем 8 000 000 скачиваний и принесла около 9 000 000$ дохода с внутриигровых покупок. За сентябрь этого же года вырученная сумма достигла 30 000 000$.
Выход игры сопровождался активной рекламной компанией, проводимой при помощи ряда сервисов, предоставляющих возможность привлекать новых пользователей, таких, как Facebook, AppLovin и TikTok, в чьём топе эффективных реклам, по информации консультанта по привлечению игроков в мобильные игры Матея Ланчарича, из десяти первых три посвящены Survivor!.io.
В октябре 2022 года в рамках церемонии награждения Pocket Gamer Awards 2022 для общественности стало доступным голосование за лучшие игры, приложения, разработчиков и игровое сообщество. Survivor!.io были отведены места в номинациях «Лучшая мобильная игра года», «Лучшая мобильная экшен-игра», «Лучшая pick up and play-игра» и «Самая новаторская мобильная игра».